# La Santissima Trinità

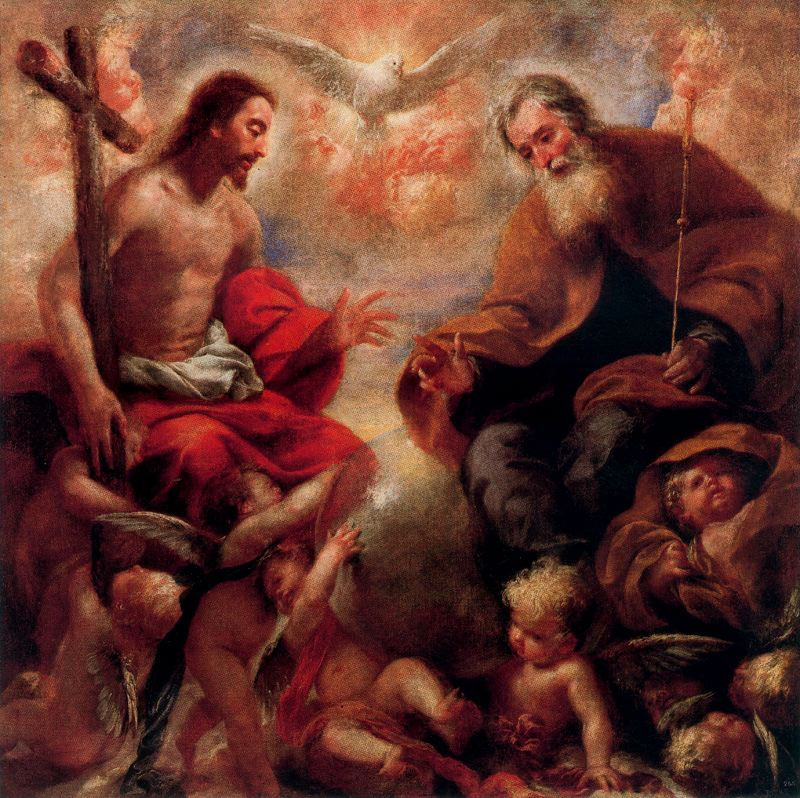
La imagen muestra una representación de la Santísima Trinidad, con Dios Padre y Jesucristo en el centro, y el Espíritu Santo, simbolizado como una paloma, sobre ellos.

Oratorio para la Santísima Trinidad, escrito para 5 solistas (SSATB), cuerdas y bajo continuo con música de Alessandro Scarlatti y libreto de autor desconocido, estrenado en Nápoles en mayo de 1715.
Se trata de un oratorio alegórico basado en un tema teológico y no en algún pasaje del Antiguo Testamento o la vida de algún santo. El libreto enfrenta cinco personajes alegóricos, Fe, Amor Divino, Teología, Incredulidad (o falta de fe) y El Tiempo, en una discusión sobre la naturaleza de la Santísima Trinidad.
Al libreto anónimo carente de interés musical, Alessandro Scarlatti le supo sacar buen partido poniéndole una música de gran calidad en un estilo básicamente operístico. Pese a estar escrito sólo para cuerdas y continuo, ofrece gran variedad, incluyendo varios duetos, un quinteto final y varias arias escritas para instrumentos concertantes solistas: 2 violines: "Constante prestar fede" y "Vedrai la tortorella"; 1 violín: "Quell'Amore ch'eterno si scorge" y "Pensier così funesto"; 1 violín y 1 viola: "L'augelletto che sen vive"; 2 viloncellos: "Povera navicella".

## La Santissima Trinità
Oratorio per la Santissima Trinità. (Nápoles 1715)
| Fede        | soprano |
| Amor divino | soprano |
| Teologia    | alto    |
| Infedeltà   | tenore  |
| Tempo       | basso   |

### Parte Prima
- Sinfonia: Vivace - Adagio - Allegro
- Dueto" (Fede/Teologia) - "No, possibil non è/Si, lo spero da te"
- Recitativo" (Teologia) - "Io che tutti i secreti del supremo Monarca"
- Aria (Teologia) - "Una pianta tre rami distende"
- Recitativo (Fede) - "O quanto stolta sei se ancor pretendi"
- Aria (Fede) - "Cieca talpa intorno al sole"
- Recitativo (Teologia/Fede) - "Tu ch'hai gl'occhi bendati"
- A due (Fede/Teologia) - "No, possibil non è/Si, lo spero da te"
- Recitativo (Infedeltà) - "Baldanzose donzelle"
- Aria (Infeldeltà) - "Che da un mar nascano i fiumi"
- Recitativo (Teologia) - "Si profondo mistero"
- Aria (Fede) - "Constante prestar fede"
- Recitativo (Tempo) - "Con l'ali al piede"
- Aria (Tempo) - "Pretende invano"
- Recitativo (Infedeltà/Fede) - "Dunque è ver, che sognate"
- Aria (Fede) - "Della Fede il bel candore"
- Recitativo (Tempo/Infedeltà) - "O tu che vanti esser a Dio ribelli"
- Aria (Tempo) - "Che sia Tempo ancor non sai"
- Recitativo (Infedeltà) - "È ver quanto m'esponi"
- Aria (Infedeltà) - "L'eterno Padre"
- Recitativo (Amor divino) - "Ti risponde dal Cielo Amor divino"
- Aria (Amor divino) - "Quell'Amore ch'eterno si scorge"
- Recitativo (Teologia) - "Ecco dunque spiegato"
- Aria (Teologia) - "Ma nobile scudo"
- Recitativo (Amor divino) - "È ver che luce al mondo tutto porge"
- Aria (Amor divino) - "Or di voi più fortunato"
- Recitativo (Fede) - "O te felice, o mille volte e mille"
- Dueto (Fede/Amor divino) - "Quanto invidio i tuoi contenti"

### Parte Seconda
- Dueto (Fede/Infedeltà) - "Cedi, infida, al mio valore"
- Recitativo (Teologia) - "Cara Fede adorata"
- Aria (Teologia) - "Pensier così funesto"
- Recitativo (Amor divino/Infedeltà) - "Non paventar, che in così grave impresa"
- Aria (Amore divino) - "Un volere, un potere"
- Recitativo (Tempo/Infedeltà/Amor divino) - "Ancor non sei convinta?"
- Aria (Fede) - "Vedrai la tortorella"
- Recitativo (Teologia) - "Ancor non cedi, Infedeltà proterva!"
- Dueto (Fede/Amor divino) - "L'augelletto che sen vive"
- Recitativo (Infedeltà) - "Con assalto più ardito"
- Aria (Teologia) - "Povera navicella"
- Recitativo (Amor divino) - "Di naufragio non teme"
- Aria (Amor divino) - "Tanto parla, tanto crede"
- Recitativo (Teologia/Fede/Infedeltà) - "Povera Infedeltà, già sei consunta"
- Aria (Infedeltà) - "Tutte le furie"
- Recitativo (Tempo) - "Stolta sei se ciò credi"
- Aria (Tempo) - "Con la Fede e Amor divino"
- Recitativo (Fede) - "Tanto farà quel Dio, ch'il tutto regge"
- Aria (Fede) - "Ora ch'è vinta"
- Recitativo (Infedeltà) - "É vano il tuo gioir, stolta donzella"
- Quintetto finale (Infedeltà/Tempo/Teologia/Amor divino/Fede) - "Ch'oi ti ceda?"

Alessandro Scarlatti

## Libretto
- libretto

## Grabaciones
- Alessandro Scarlatti: La Santissima Trinità. L'Europa Galante, Fabio Biondi. VIRGIN CLASSICS 7243 5 45666 2 2 / VIRGIN CLASSICS 628647 2
- Alessandro Scarlatti: La Santissima Trinità. Alessandro Stradella Consort, Estevan Velardi. BONGIOVANNI GB 2344/45-2